# Son Collet
Son Collet és una possessió de Santa Maria del Camí (Mallorca), situada a Passatemps, entre el camí de Sant Jordi (camí que va de Santa Maria del Camí a Pòrtol) i el camí de n'Olesa (que va a Son Seguí. El 1625 es documenta un rafal establit a Pere Canyelles per Antònia Coll viuda de Bartomeu Coll. Confronta, entre d'altres, amb Son Bieló, Can Verderol i Can Moranta.